# Miroslav Kopřiva (lední hokejista)
Miroslav Kopřiva (* 5. prosince 1983) je český hokejový brankář.

## Hráčská kariéra
Jako brankář je odchovancem Kladna. V sezoně 2004/2005 při stávce v NHL hostoval v Berouně. Následující dvě sezony chytal za tým nejvyšší hokejové soutěže (NHL) v dresu Minnesoty Wild. Více však chytal na farmě Minnesoty v týmu Houston Aeros (AHL). V sezoně (2007/2008) zjistil, že o něj moc Houston nestojí a následně se vrátil do rodného Kladna. V sezóně (2010/2011) přestoupil do HC Slavia Praha. V sezoně 2012/2013 skvěle chytal v semifinále proti Plzni. Před sezonou 2013/2014 přestoupil do týmu KHL HC Slovan Bratislava. Před sezónou 2014/2015 přestoupil do týmu 1. české hokejové ligy Piráti Chomutov. Během další sezóny 2015/16 ho klub vytrejdoval do HC Dynamo Pardubice.
V roce 2008 se v anketě Sportovec Kladenska umístil na 3. místě jako brankářská jednička extraligového hokejového celku a reprezentant ČR.
- 1999-00 HC Kladno - dor. (E)
- 2000-01 HC Kladno - jun. (E)
- 2001-02 HC Příbram (2. liga), HC Kladno - jun. (E)
- 2002-03 HC Kladno - jun. (E)
- 2003-04 HC Kladno (E), HC Berounští Medvědi (1. liga)
- 2004-05 HC Rabat Kladno (E), HC Berounští Medvědi (1. liga)
- 2005-06 Houston Aeros (AHL), Austin Ice Bats (CHL)
- 2006-07 Texas Wildcatters (ECHL), Houston Aeros (AHL)
- 2007-08 Austin Oce Bats (CHL), HC GEUS OKNA Kladno (E)
- 2008-09 HC GEUS OKNA Kladno (E)
- 2009-10 HC GEUS OKNA Kladno (E)
- 2010-11 HC Slavia Praha (E)
- 2011-12 HC Slavia Praha (E)
- 2012-13 HC Slavia Praha (E) - bronzová medaile
- 2013-14 HC Slovan Bratislava (KHL)
- 2014-15 Piráti Chomutov (1. liga)
- 2015-16 Piráti Chomutov, HC Dynamo Pardubice
- 2016-17 HC Košice (Tipsport liga)
- 2017-18 Rytíři Kladno (Chance liga)
- 2018-19 Coventry Blaze (EIHL), Comarch Cracovia (Ekstraliga) - stříbrná medaile
- 2019-20 Comarch Cracovia (Ekstraliga)
- 2020-21 Nehrál
- 2021-22 HC Letci Letňany (2. liga)